# Chick Webb
Chick Webb, nato William Henry Webb, (Baltimora, 10 febbraio 1905 – Baltimora, 16 giugno 1939), è stato un batterista statunitense e leader di una band di musica swing.

## Biografia
Webb era nato a Baltimora, nel Maryland da William H. Johnson e Marie Webb. Quando era bambino, Chick cadde dalle scale della sua casa, e questo trauma causò la tubercolosi della colonna vertebrale, malattia che lo lasciò di bassa statura e con la colonna vertebrale deformata. Fin da piccolo si impegnò in vari lavoretti, come vendere i giornali e suonare per la strada o nei night club, in cui sgattaiolava la notte ad insaputa della famiglia, per fare un po' di soldi con le mance. Questi guadagni gli servirono per comprare, nel 1916, una batteria professionale.
A 17 anni si trasferì a New York e nel 1926 dirigeva già la sua band ad Harlem. Il batterista jazz Tommy Benford disse di aver dato a Webb lezioni di batteria la prima volta che questi giunse a New York.
Webb alternò tournée a lunghi periodi stanziali presso club di New York City, intorno alla fine degli anni 1920. Nel 1931, la sua band divenne stabile al Savoy Ballroom. Egli divenne uno dei più famosi direttori d'orchestra e batteristi della "swing era". Buddy Rich disse che la potente tecnica di Webb ed i suoi virtuosismi influenzarono fortemente il suo stile e che Webb era da considerarsi come "il papà di tutti loro." Il Savoy presentò spesso "Battle of the Bands", dove la band di Webb veniva messa a confronto con altri gruppi famosi come la Benny Goodman Orchestra o la Count Basie Orchestra, su due palchi opposti. Alla fine della serata i ballerini votavano quasi sempre la band di Chick come la migliore. Come risultato Webb venne ritenuto il destinatario più degno del titolo di "King of Swing".
Nel 1934, alla band di Chick Webb si unì Edgar Sampson, ottimo arrangiatore e compositore di alcuni brani che diverranno simboli della swing era: Stompin' at the Savoy e Don't Be That Way. Sampson lasciò la band Webb nel 1936 con una reputazione come compositore e arrangiatore che lo portò a lavorare come freelance con Benny Goodman e Artie Shaw.
Nel 1935 Webb sposò Martha Loretta Ferguson e iniziò a far cantare l'allora adolescente Ella Fitzgerald, che ebbe subito un successo clamoroso grazie al motivetto di A Tisket- A Tasket. La Fitzgerald divenne la star e il maggior motivo di attrazione dell'orchestra. Da questo momento il numero dei brani strumentali della band si ridusse drasticamente per far posto alle canzoni, spesso di scarso valore, cantate dalla Fitzgerald. Ma fu anche grazie al sostegno di Webb se Ella Fitzgerald poté diventare una delle maggiori cantanti del '900.

## Gli ultimi anni e la morte
A partire dal novembre 1938, la salute di Webb cominciò a peggiorare. Per un certo tempo continuò a suonare rifiutandosi di cancellare i tour, per evitare che il suo gruppo rimanesse disoccupato, trascurando così la sua salute. La fatica spesso lo faceva svenire dopo le esibizioni. Nel 1939 si sottopose ad un intervento chirurgico presso il Johns Hopkins Hospital di Baltimora, città dove Webb morì il 16 giugno 1939. Secondo quanto riferito, le sue ultime parole furono: "Mi dispiace, devo andare". Aveva solo 34 anni. È sepolto appena fuori Baltimora, nell'Arbutus Memorial Park, ad Arbutus, in Maryland.
La morte di Webb colpì molto duramente la comunità jazz. Dopo la sua morte, Ella Fitzgerald guidò la band di Chick Webb fino a quando, nel 1942, la lasciò per concentrarsi sulla sua carriera di solista . Art Blakey e Duke Ellington dissero entrambi che Webb aveva influenzato la loro musica. Gene Krupa dichiarò che Webb aveva sensibilizzato la figura del batterista aprendo la strada alle band guidate da un batterista. Gli scroscianti assolo di Webb, sprizzanti complessità ed energia, spianarono la strada a Buddy Rich (che lo aveva studiato intensamente) e a Louie Bellson.

## Contestazione dell'anno di nascita
Louis Armstrong, Nat King Cole, Earl Hines e Coleman Hawkins sono stati tra i diversi musicisti jazz le cui date di nascita vennero contestate. Molte fonti danno come anno di nascita di Webb il 1909, ma c'è una ricerca che mostra questa data non corretta. L'Enciclopedia Britannica Online dà due anni possibili circa la sua data di nascita, il 1902 e il 1909. Altre fonti riportano date diverse. Il New York Times ha riferito, nel 1939, che Webb era nato nel 1907. Eric B. Borgman sostiene di aver dimostrato che Webb era in realtà nato nel 1905, sulla base del censimento degli Stati Uniti del 1910 e di quello del 1920. L'Internet Movie Database, nel frattempo, ha adottato il 1905. Sembra che sia il suo certificato di morte che la lapide posta sulla sua tomba indichino il suo anno di nascita nel 1909. Nel corso della sua vita, un libro intitolato Rhythm on Record di Hilton Schleman, riportava che il suo anno di nascita era il 1907.

## Citazioni
- Nella canzone Gong-oh di Paolo Conte, lo spirito che va a trovare l'artista e gli dà ispirazione è lo spirito di Chick Webb.

## Discografia
- 1929-34 - The Chronological (Classics #502, 1990)
- 1935-38 - The Chronological (Classics #517, 1990)
- 1927-41 - The Complete Chick Webb & Ella Fitzgerald Decca Sessions (Mosaic, 2013) [8 cd box set]
- 193? - Featuring Ella Fitzgerald. On The Air (Ariston, 1970)
- 1936 - Here Is Chick Webb At His Rare Of All Rarest Performances Vol. 1 (Kings Of Jazz, 1975)
- 1937-39 - Chick Webb In The Thirties "Bronzville Stomp" (Jazz Archives JA 33, 1976